# IndyCar Series 2005
Die IndyCar Series 2005 war die zehnte Saison der IndyCar Series und die 84. Meisterschaftssaison im US-amerikanischen Formelsport. Sie begann am 6. März 2005 in Homestead und endete am 16. Oktober 2005 in Fontana. Mit sechs Siegen sicherte sich Dan Wheldon den Titel. Erstmals fuhr die IndyCar Series Rennen auf nichtovalen Rennstrecken.

## Saison
Erstmals in der Geschichte der IndyCar Series gab es Rennen, die nicht auf Ovalkursen gefahren wurden. Dan Wheldon gewann vier der ersten fünf Rennen und führte die Meisterschaft danach deutlich an. Von den elf Siegen seines Teams Andretti Green Racing holt er sechs. Aus der Toyota-Atlantic-Serie war Danica Patrick aufgestiegen. Sie holte in ihrer Debütsaison drei Pole Positions und lag beim Indy 500 sieben Runden vor Ende in Führung, bevor sie auf den vierten Platz durchgereicht wurde. Am Ende der Saison wurde sie als Rookie of the Year ausgezeichnet. Wie im Vorjahr waren die Honda-Motoren den Toyota- und Chevrolet-Motoren überlegen. Nach der Saison zog sich Chevrolet mit seinen von Cosworth gebauten Motoren aus der Serie zurück.

## Rennergebnisse
| Nr. | Datum         | Veranstaltung (Strecke)                                 | Distanz (Meilen) | Sieger             | Team                  | Pole-Position     |
| --- | ------------- | ------------------------------------------------------- | ---------------- | ------------------ | --------------------- | ----------------- |
| 1   | 6. März       | Toyota Indy 300 (Homestead) (O)                         | 297              | Dan Wheldon        | Andretti Green Racing | Tomas Scheckter   |
| 2   | 19. März      | XM Satellite Radio 200 (Phoenix) (O)                    | 200              | Sam Hornish junior | Penske Racing         | Bryan Herta       |
| 3   | 3. April      | Honda Grand Prix of St. Petersburg (St. Petersburg) (T) | 180              | Dan Wheldon        | Andretti Green Racing | Bryan Herta       |
| 4   | 30. April     | Indy Japan 300 (Motegi) (O)                             | 304              | Dan Wheldon        | Andretti Green Racing | Sam Hornish Jr.   |
| 5   | 29. Mai       | Indianapolis 500-Mile Race (Indianapolis) (O)           | 500              | Dan Wheldon        | Andretti Green Racing | Tony Kanaan       |
| 6   | 11. Juni      | Bombardier Learjet 500 (Fort Worth) (O)                 | 291              | Tomas Scheckter    | Panther Racing        | Tomas Scheckter   |
| 7   | 25. Juni      | SunTrust Indy Challenge (Richmond) (O)                  | 187,5            | Hélio Castroneves  | Penske Racing         | Sam Hornish Jr.   |
| 8   | 3. Juli       | Kansas Indy 300 (Kansas City) (O)                       | 304              | Tony Kanaan        | Andretti Green Racing | Danica Patrick    |
| 9   | 16. Juli      | Nashville Indy 200 (Nashville) (O)                      | 260              | Dario Franchitti   | Andretti Green Racing | Tomas Scheckter   |
| 10  | 24. Juli      | ABC Supply Co./A. J. Foyt 225 (Milwaukee) (O)           | 228,375          | Sam Hornish Jr.    | Penske Racing         | Sam Hornish Jr.   |
| 11  | 31. Juli      | Michigan Indy 400 (Michigan) (O)                        | 400              | Bryan Herta        | Andretti Green Racing | Bryan Herta       |
| 12  | 14. August    | AMBER Alert Portal 300 (Kentucky) (O)                   | 296              | Scott Sharp        | Fernández Racing      | Danica Patrick    |
| 13  | 21. August    | Honda Indy 225 (Pikes Peak) (O)                         | 225              | Dan Wheldon        | Andretti Green Racing | Helio Castroneves |
| 14  | 28. August    | Argent Mortgage Indy Grand Prix (Sears Point) (P)       | 184              | Tony Kanaan        | Andretti Green Racing | Ryan Briscoe      |
| 15  | 11. September | Peak Antifreeze Indy 300 (Joliet) (O)                   | 304              | Dan Wheldon        | Andretti Green Racing | Danica Patrick    |
| 16  | 25. September | Watkins Glen Indy Grand Prix (Watkins Glen) (P)         | 202,2            | Scott Dixon        | Chip Ganassi Racing   | Helio Castroneves |
| 17  | 16. Oktober   | Toyota Indy 400 (Fontana) (O)                           | 400              | Dario Franchitti   | Andretti Green Racing | Dario Franchitti  |

- Erklärung: O: Ovalkurs, T: temporäre Rennstrecke (Stadtkurs), P: permanente Rennstrecke

## Punktestand

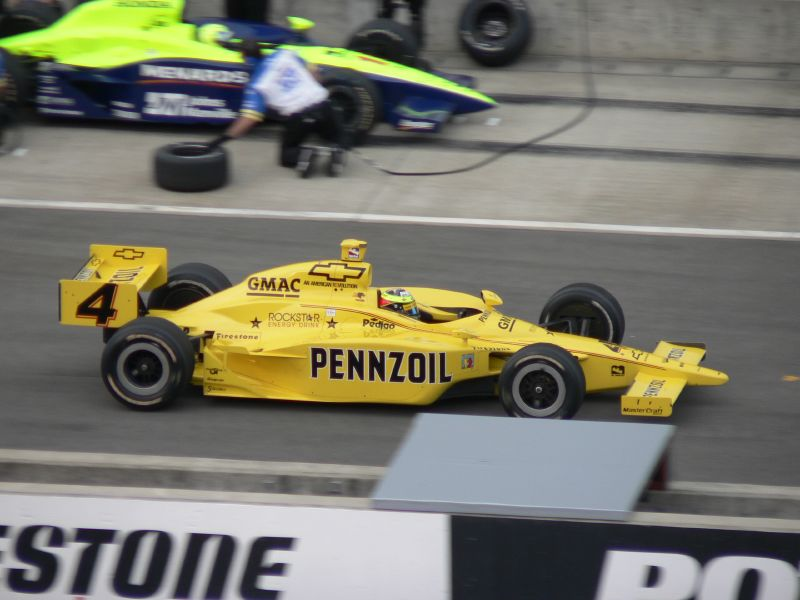
Tomas Scheckter holte Chevrolets einzigen Sieg in Fort Worth (Foto aus Motegi)

### Fahrer
| Pl. | Fahrer             | Punkte |
| --- | ------------------ | ------ |
| 1.  | Dan Wheldon        | 628    |
| 2.  | Tony Kanaan        | 548    |
| 3.  | Sam Hornish junior | 512    |
| 4.  | Dario Franchitti   | 498    |
| 5.  | Scott Sharp        | 444    |
| 6.  | Hélio Castroneves  | 440    |
| 7.  | Vítor Meira        | 422    |
| 8.  | Bryan Herta        | 397    |
| 9.  | Tomas Scheckter    | 390    |
| 10. | Patrick Carpentier | 376    |
| 11. | Alex Barron        | 329    |
| 12. | Danica Patrick     | 325    |
| 13. | Scott Dixon        | 321    |

| Pl. | Fahrer          | Punkte |
| --- | --------------- | ------ |
| 14. | Kosuke Matsuura | 320    |
| 15. | Buddy Rice      | 295    |
| 16. | Tomáš Enge      | 261    |
| 17. | Roger Yasukawa  | 246    |
| 18. | Ed Carpenter    | 244    |
| 19. | Ryan Briscoe    | 232    |
| 20. | A.J. Foyt IV    | 231    |
| 21. | Darren Manning  | 186    |
| 22. | Jimmy Kite      | 163    |
| 23. | Buddy Lazier    | 140    |
| 24. | Jaques Lazier   | 81     |
| 25. | Jeff Bucknum    | 63     |
| 26. | Giorgio Pantano | 48     |

| Pl. | Fahrer             | Punkte |
| --- | ------------------ | ------ |
| 27. | Paul Dana          | 44     |
| 28. | Sébastien Bourdais | 18     |
| 29. | Adrián Fernández   | 16     |
| 30. | Townsend Bell      | 15     |
| 31. | Felipe Giaffone    | 15     |
| 32. | Thiago Medeiros    | 12     |
| 33. | Richie Hearn       | 10     |
| 34. | Kenny Bräck        | 10     |
| 35. | Jeff Ward          | 10     |
| 36. | Bruno Junqueira    | 10     |
| 37. | Marty Roth         | 10     |
| 38. | Larry Foyt         | 10     |